# Contracaecum plagiostomorum
Contracaecum plagiostomorum är en rundmaskart. Contracaecum plagiostomorum ingår i släktet Contracaecum och familjen Anisakidae. Inga underarter finns listade i Catalogue of Life.